# Fiji Airways
A  Air Pacific, apresentada como Fiji Airways é uma companhia aérea de Fiji.

## Frota

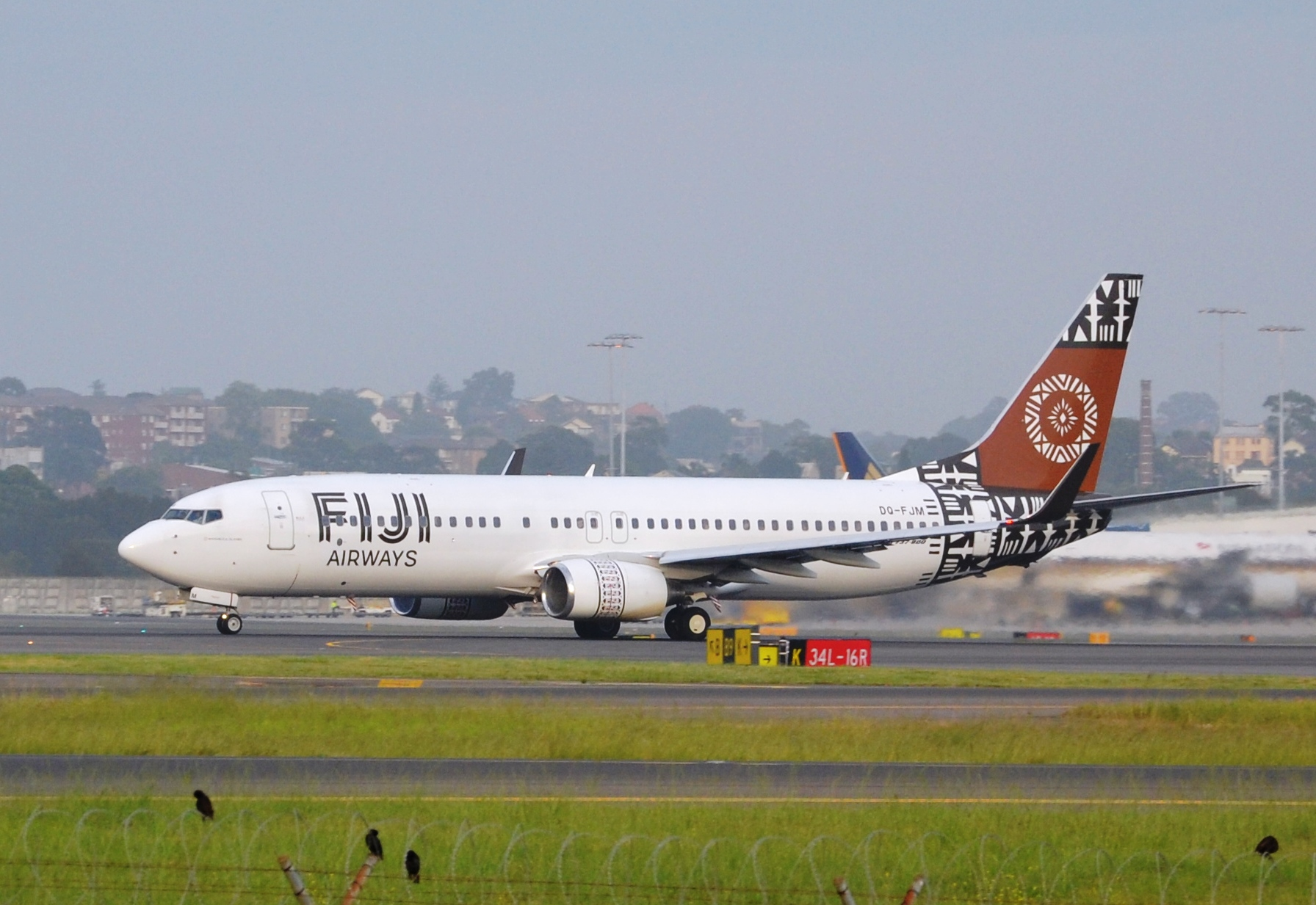
Boeing 737-800 da Fiji Airways.

Em Março de 2025.
1 Boeing 737-800
5 Boeing 737-8 Max
3 Airbus A330-200
1 Airbus A330-300
4 Airbus A350-900